# Martina Šefčíková
Martina Šefčíková (Jindřichův Hradec, 1 de junio de 1971) es una deportista checoslovaca que compitió en remo. Su hermano Jiří compitió en el mismo deporte.
Ganó una medalla de bronce en el Campeonato Mundial de Remo de 1990, en la prueba de cuatro scull. Participó en los Juegos Olímpicos de Barcelona 1992, ocupando el octavo lugar en la prueba de ocho con timonel.

## Palmarés internacional
| Campeonato Mundial | Campeonato Mundial   | Campeonato Mundial | Campeonato Mundial |
| Año                | Lugar                | Medalla            | Prueba             |
| ------------------ | -------------------- | ------------------ | ------------------ |
| 1990               | Tasmania (Australia) | Medalla de bronce  | Cuatro scull       |